# Osmond (Nebraska)
Osmond és una població dels Estats Units a l'estat de Nebraska. Segons el cens del 2000 tenia 796 habitants.

## Demografia
Segons el cens del 2000, Osmond tenia 796 habitants, 340 habitatges, i 218 famílies. La densitat de població era de 439,1 habitants per km².
Dels 340 habitatges en un 28,5% hi vivien nens de menys de 18 anys, en un 55,3% hi vivien parelles casades, en un 6,5% dones solteres, i en un 35,6% no eren unitats familiars. En el 33,5% dels habitatges hi vivien persones soles el 21,8% de les quals corresponia a persones de 65 anys o més que vivien soles. El nombre mitjà de persones vivint en cada habitatge era de 2,3 i el nombre mitjà de persones que vivien en cada família era de 2,94.
Per edats la població es repartia de la següent manera: un 25,6% tenia menys de 18 anys, un 4,9% entre 18 i 24, un 22,1% entre 25 i 44, un 20,4% de 45 a 60 i un 27% 65 anys o més.
L'edat mediana era de 42 anys. Per cada 100 dones de 18 o més anys hi havia 83,9 homes.
La renda mediana per habitatge era de 27.120 $ i la renda mediana per família de 35.000 $. Els homes tenien una renda mediana de 28.750 $ mentre que les dones 17.981 $. La renda per capita de la població era de 15.356 $. Aproximadament el 5,8% de les famílies i el 7,1% de la població estaven per davall del llindar de pobresa.

## Poblacions més properes
El següent diagrama mostra les poblacions més properes.